# Claude Frioux
Pour les articles homonymes, voir Frioux.
Claude Frioux, né le 12 janvier 1932 à Paris et mort le 17 avril 2017 à Nemours,, est un professeur des universités français, spécialiste de la littérature et de la civilisation russes.

## Biographie
Ancien normalien, Claude Frioux obtient l'agrégation de russe en 1956. Il enseigne au lycée Kléber de Strasbourg (1957-1958), puis au lycée Jacques Decour à Paris (1958-1959). Il est ensuite maître-assistant à la faculté de lettres de Rennes, puis chargé de cours à l'École pratique des hautes études (EPHE) et à la Sorbonne, avant de devenir professeur à l'université de Paris-VIII-Vincennes-Saint-Denis, qu'il a présidée de 1971 à 1976, puis de 1981 à 1987,. 
Il a souvent piloté des projets de traduction, en particulier avec Elsa Triolet sur Anton Tchekhov, et son épouse Irène Sokologorsky. Traducteur, il a travaillé sur une trentaine d'ouvrages. Il est surtout connu comme traducteur de référence du poète Maïakovski auquel il avait consacré sa thèse de doctorat d'État.
Analysant l'« histoire mouvementée » de l'université Paris-VIII-Vincennes, Le Monde considère que l'université a alors « peut-être eu contre elle le "tort" d'être présidée, à plusieurs reprises, par des professeurs "marqués" politiquement, tels M. Claude Frioux (communiste) et M. Pierre Merlin (socialiste) ».
Claude Frioux est le père de Dalibor Frioux, agrégé de philosophie et écrivain, né en 1970[source insuffisante]. 

## Ouvrages
- Maïakovski par lui-même, Seuil, coll. "Écrivains de toujours", Paris 1961.
- Anton Tchékhov, Œuvres, introduction, chronologie et table alphabétique des récits dans les trois tomes, Gallimard, coll. Bibliothèque de La Pléiade (1968, 1970, 1971).
- Vladimir Maïakovski, Lettres à Lili Brik (1917-1930), trad. Andrée Robel, présentation de Claude Frioux, Gallimard, 1969.
- Maïakovski, Paris, Seuil, 1978  (ISBN 2-02-000056-3)
- L’U.R.S.S. et nous (dir.), Paris, Éditions Sociales, 1978  (ISBN 2-209-05307-2).
- Vladimir Maïakovski, Poèmes 1913-1917, trad. Claude Frioux, Messidor, 1984 (rééd. L'Harmattan, coll. Poètes des cinq continents, 2000).
- Vladimir Maïakovski, Poèmes 1918-1921, trad. Claude Frioux, Messidor, 1985 (rééd. L'Harmattan, coll. Poètes des cinq continents, 2000).
- Vladimir Maïakovski, Poèmes 1922-1923, trad. Claude Frioux, Messidor, 1986 (rééd. L'Harmattan, coll. Poètes des cinq continents, 2000).
- Vladimir Maïakovski, Poèmes 1924-1930, trad. Claude Frioux, Messidor, 1987 (rééd. L'Harmattan, coll. Poètes des cinq continents, 2000).
- Velimir Khlebnikov, Créations, présentation et trad., 2 vol., éd. bilingue, L’Harmattan, 2003.
- Vie et œuvre de Youri Solntsev, Paris, L'Harmattan, coll. Poètes des cinq continents, 2005  (ISBN 2-7475-8239-6)

- Trois correspondances, Paris, 2008, L'Harmattan.  (ISBN 978-2-296-05243-7)
- Alexandre Grine, Jessie et Morgane, Paris, L’Harmattan, 2008, dont la traduction a remporté une mention spéciale au Prix Russophonie  (ISBN 978-2-296-05125-6).